# Graham Higman
Graham Higman, britanski matematik, * 19. januar 1917, † 8. april 2008.